# Французский национализм

Флаг Франции.

Триумфальная арка в Париже.

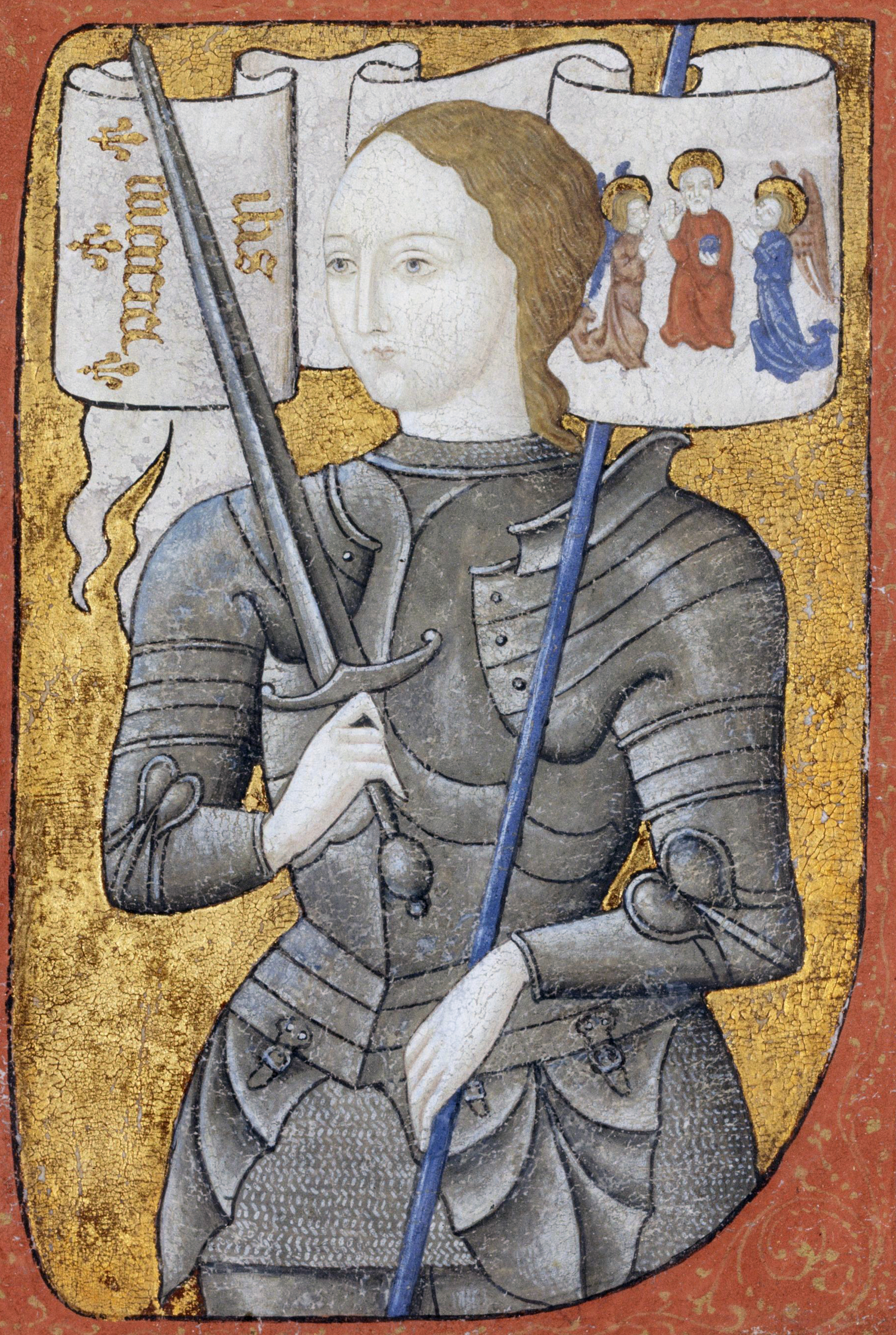
Жанна д’Арк, национальная героиня Франции.

Французский национализм (фр. Nationalisme français) обычно проявляется как гражданский или культурный национализм, способствующий культурному единству Франции.
Национализм во Франции как идеология и политическое движение сформировался в XVIII веке среди мелкой буржуазии благодаря философам Просвещения. В то время для них национализм означал, что именно народ олицетворяет страну, в отличие от приверженцев старого режима, для которых страну олицетворял король Франции. В XIX веке национализм постепенно стал оппозицией другим народам. Эта идея родилась в 1870 году, когда почти все партии открыто выражали националистические и антинемецкие идеи: Пруссия только что выиграла войну и захватила Эльзас-Лотарингию. Крайне правые националистические движения в то время также были антисемитскими.

## История
Французский национализм возник во время Столетней войны, серии периодических конфликтов с Королевством Англии. Война породили великую икону французского национализма — Жанну д'Арк. Католическая религия также играла важную роль в формировании французского национализма после протестантской Реформации. Силу и размах французский национализм обрёл после Французской революции 1789 года. Позже Наполеон Бонапарт пропагандировал французский национализм, основанный на идеалах Французской революции, таких как идея «свободы, равенства и братства», и оправдывал французский экспансионизм и французские военные кампании, утверждая, что Франция имеет право распространять просвещённые идеалы Французской революции по всей Европе, а также расширять Францию до её так называемых «естественных границ». Вторжения Наполеона в другие страны содействовали распространению концепции национализма за пределами Франции.

### Долгий XIX век

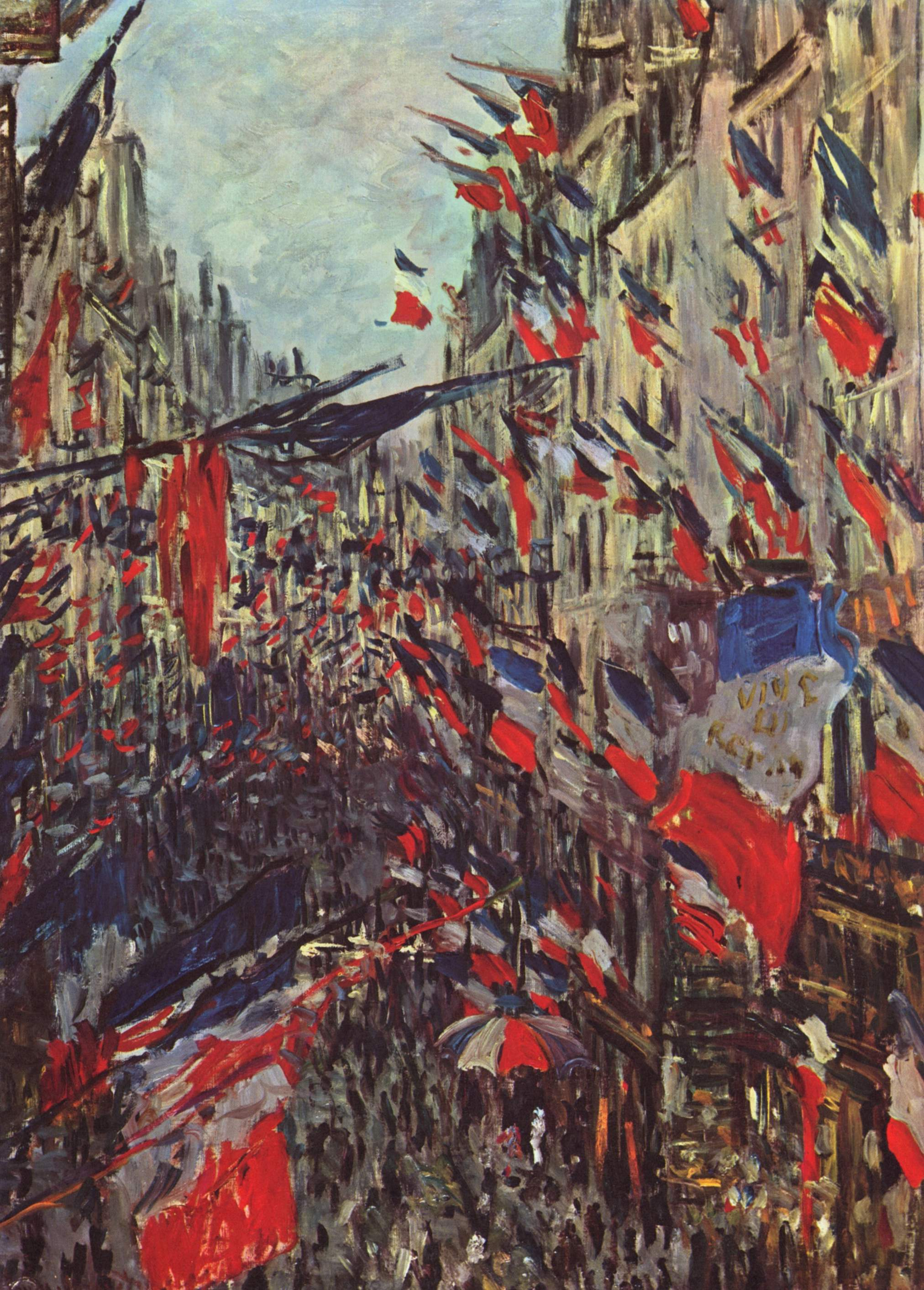
Национальный фестиваль на улице Сен-Дени в Париже 30 июня 1878 года (Клод Моне, 1878 год).

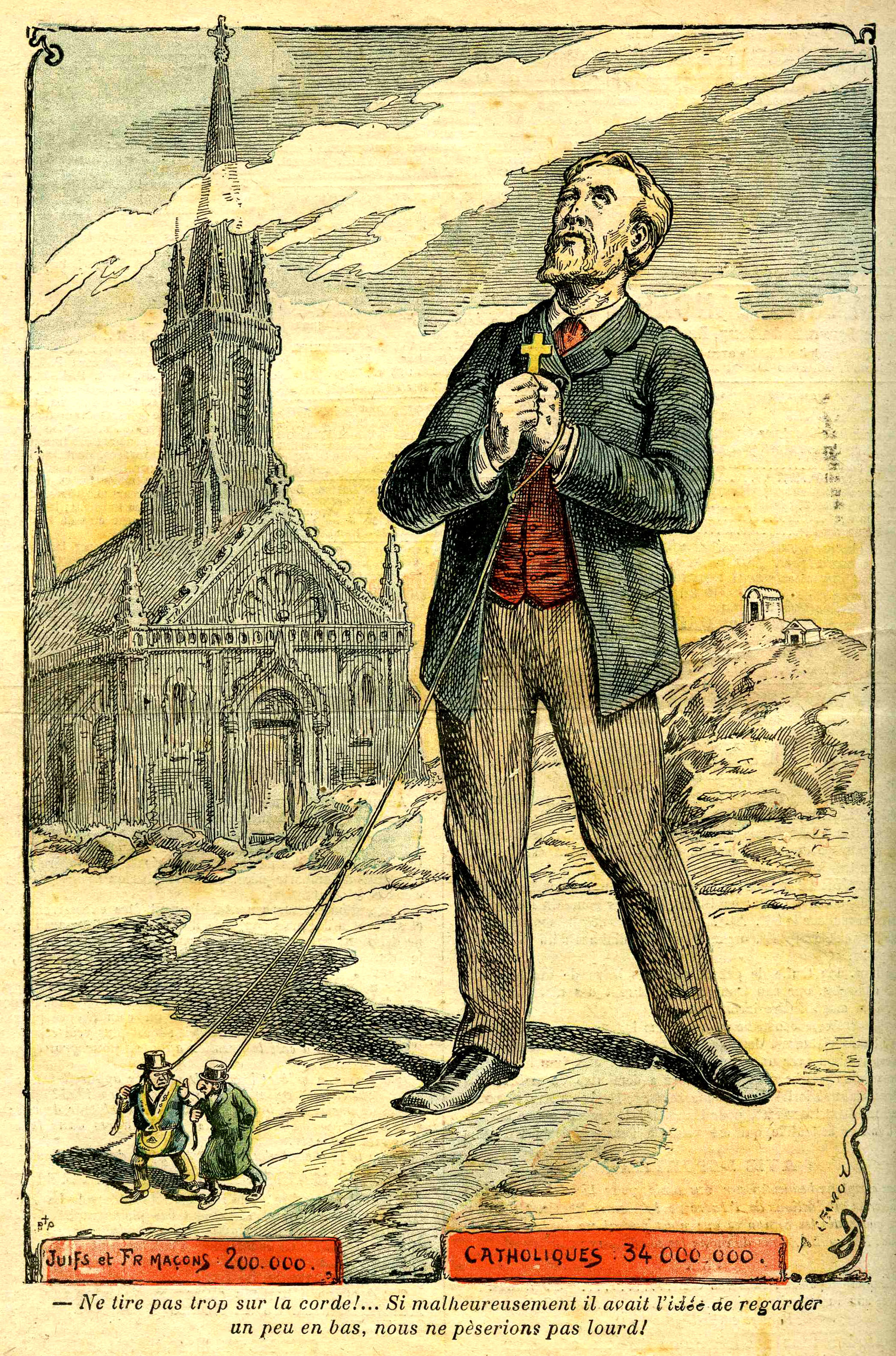
Католическая Франция во главе с евреями и масонами (Лемо, Ашиль для Le Pèlerin (журнал), номер от 31 августа 1902 года).

За время так называемого долгого XIX век французский национализм основательно изменился. Начавшись как революционное движение за «свободу, равенство, братство», направленное против абсолютизма и «старого порядка», он долгое время был тесно связан с левыми и республиканским движением, а националистические движения с идеями самоопределения народов и национального освобождения принимали участие во всех демократических, антиколониальных и антиимпериалистических революциях Европы, которые постепенно положили конец границам, возникшим в результате Венского конгресса (1815), и Америки.
После поражения Наполеона и падения его Империи французский национализм воспринял напористый и крайний патриотизм, допуская использование военной силы для достижения своих политических целей. Эта тенденция лишь усилилась после поражения от Пруссии и потери Эльзаса-Лотарингии. В 1870–1871 годах именно республиканцы и левые выступали с позиций французского патриотизма и отказывались опустить оружие перед лицом захватчика, в отличие от правых, которые выступали за мир с Пруссией. Во время Первой мировой войны Франция преследовала ирредентистские претензии на регион Эльзас-Лотарингия, который был потерян ею в конце Франко-прусской войны 1870–1871 годов. Помимо поражения от Пруссии, французская национальная гордость была задета во время Первой мировой войны длительной, затяжной войной с Германией, которая велась на французской территории; во время Второй мировой войны, когда французское правительство капитулировало перед Германией в 1940 году; и после Второй мировой войны, когда Франция потеряла большую часть своих колоний из-за деколонизации.
После Седанской катастрофы (1870), приведшей к установлению Третьей республики, национализм стал отчасти официальной политикой французского государства, которому удалось навязать разным слоям населения одни и те же законы, одни и те же правила, один и тот же язык и одну и ту же культуру. Принятие законов Жюля Ферри об обязательном образовании и воинской повинности, ускорившаяся урбанизация и смешение населения из разных регионов Франции, содействовали тому что французский язык стал повсеместно использоваться в качестве общего языка. Одновременно Республика начала создавать свою колониальную империю. Провозглашённое Эрнестом Ренаном в качестве важнейшего критерия гражданства «ощущение себя французом» (то, что историк Бенедикт Андерсон называл «воображаемым сообществом») стало в том числе и результатом этой долгосрочной политики. Во Франции именно Государство породило Нацию.
Но со временем французский национализм стал смещаться с левого фланга на правый, превратившись в консервативную и даже отчасти антиреспубликанскую идеологию. Во время буланжистского кризиса и дела Дрейфуса республиканцы разделились и национализм окончательно сместился вправо. Реваншизм, однако, оставался общим для правых и левых, особенно воодушевляя тех, кто затем критиковал (левый и правый) колониализм, рассматриваемый как отклонение от «голубой линии Вогезов» (Гамбетта, Клемансо).
Символами французского национализма была не только Жанна д'Арк, но и Роланд, герой «Песни о Роланде», который погиб в бою с маврами, защищая Карла Великого и его людей, что сделало его подходящим патриотическим символом в новых условиях.
Свою роль в трансформации французского национализма сыграло и противостояние левых и правых, поскольку консерваторы ухватились за национализм, чтобы с его помощью атаковать левых. В эпоху 1898—1914 годов, в условиях нарастающей германофобии, консервативные французские националисты называли антимилитаризм левых антинационализмом. Многие из наиболее ярых антимилитаристов были анархистами и марксистами, что лишь усиливало нападки правых. Историки интерпретировали эту атаку, утверждая, что французский национализм отвергает свои корни во Французской революции и становится чем-то вроде экстремистского, протофашистского движения. При этом большинство антимилитаристов не отвергали свою нацию, заявляя, что защищают Республику, которую они считали синонимом нации. В свою очередь, они видели в консерваторах опасность для республиканской Франции.
Консервативные католики, разочарованные неудачей в восстановлении монархии и опасаясь лаицизма, обратились к новой вариации французского национализма. Возглавляемые ежедневной газетой La Croix, основанной священниками-ассумпционистами в 1883 году, они осуждали антиклерикализм Республики и поощряла буланжизм и германофобию. Также они продвигали французский империализм как миссию по принесению цивилизации и христианства язычникам (mission civilisatrice) и гордились культурным превосходством Франции над всеми остальными нациями.
Дело Дрейфуса в 1890-х годах показало, что консерваторы использовали национализм для атак на Третью Республику. Однако, когда республиканцы в 1901—1905 годах приняли законы, ограничивающие Католическую церковь, в частности, предусматривающие роспуск ассумпционистов, многие консерваторы переключились с националистических проектов на защиту Церкви. Набожные католические женщины были особенно активны в этом переключении. Историк Роберт Фуллер утверждает, что это фактически положило конец националистическому вызову Третьей Республике.
Национализм, которому благоприятствовал республиканский режим, затем стал требованием крайне правых, связанным с антисемитизмом, антипарламентаризмом и критикой Республики. Со временем правые националисты смогли преодолеть идеологические разногласия, порождённых революцией, одновременно осудив «четыре конфедеративных государства: еврейство, протестантство, масонство и метеки».
Термин «космополитизм», ранее ценившийся и связанный с эпохой Просвещения и понятием «гражданин мира», изменил своё значение в 1880-х годах. Отныне он стал синонимом угрозы сплочению нации, связанной, в частности, с евреями: «Космополитический еврей по своей природе является врагом родины». Таким образом, антисемитская и ксенофобская тема «безродного космополита» присоединяется к традиционному политическому мифу (Рауль Жирарде) о «вечном жиде».
Политолог Пьер-Андре Тагиефф писал:
Поэтому только в самом конце XIX века на идеологическом ландшафте утвердилась новая политическая доктрина, определённая под названием «национализм», но скрывающая за этим расплывчатым обозначением странную попытку синтеза традиционалистского видения социального порядка, сциентистская версия «расовой теории» и заговорщическая концепция врага (евреев, масонов и т. д.), из которой проистекает ксенофобский призыв защищать всеми средствами находящуюся под угрозой французскую нацию, «старая Франция» (Дрюмон), «Франция французов» (Сури).
Таким образом, создание Лиги патриотов Поля Деруледа и Лиги французского отечества, антисемитских и ксенофобских, зримо воплощало переход от «открытого национализма» к «закрытому национализму» (по типологии Мишеля Винока), который действовал во Франции в конце XIX века. Затем Морис Баррес предложил свою националистическую доктрину возврата к почве «Земля и мёртвые» (La Terre et les morts) и он же в своей статье в газете Фигаро от 4 июля 1892 года впервые дал термину «национализм»  определение, сохраняющееся и поныне: «относительно связная система идей и чувств, сосредоточенных на защите национальной идеи». В то же время расистские тезисы, пытающиеся научно обосновать расизм, распространяются, в частности, но не только, в крайне правых националистических движениях. Так, Баррес следовал курсам Жюля Сури, а тезисы Артюра де Гобино или Жоржа Ваше де Лапужа, защищавших «селекционистский и арийский социализм», получили широкое распространение.
Кроме того, часть анархо-синдикалистского движения тогда поддерживала националистические тезисы, а некоторые его представители и вовсе со временем перешли к крайне правым взглядам. Это движение породило дебаты о существовании «французского фашизма» или, по мнению историка Зеэва Штернхеля, о его появлении во Франции как интеллектуального, а не массового движения. Среди синдикалистов-националистов были такие люди как антиреспубликанец, антимасон, антисемит и антимарксист-анархист Эмиль Жанвьон, автор журнала Terre libre, который в 1910 году присоединился к «Французскому действию»; автор журнала La Cité française (1910) Жорж Сорель (исторический лидер революционного синдикализма), Жорж Валуа (анархист, присоединившийся к «Французскому действию»), Пьер Жильбер, Эдуар Берт (идеологический наследник Жоржа Сореля); Кружок Прудона (1911), созданный на орбите «Французского действия» Валуа, Бертом и Анри Лагранжем; а также журналист-анархист Жорж Поль, перешедший в монархизм.

### XX век
Катастрофа 1940 года, капитуляция Франции с последующей нацистской оккупацией привела к краху Третьей республики и падению доверия к республиканским идеям. Маршал Филипп Петен, герой Первой мировой войны, был призван снова спасти Францию во имя французского национализма. Он ответил, подчеркнув «необходимость оставаться во Франции, готовить национальное возрождение и разделять страдания нашего народа. Правительство не может покинуть французскую землю, не эмигрировав, не дезертировав. Долг правительства — во что бы то ни стало оставаться в стране, иначе его больше нельзя будет считать правительством». Роберт Брюс писал: «Он стремился принять активное участие в перестройке Франции по своему образу и подобию и избавить страну от последних двадцати лет социалистических и марксистских учений и программ, горьким плодом которых стало поражение 1940 года. Франция снова станет сильной. Франция снова станет великой, и его долг — сделать так, чтобы это произошло».
Главным врагом Петена был лидер «Свободной Франции» генерал Шарль де Голль, который возглавил временное правительство Франции и повёл борьбу с режимом Виши и нацистской Германией. После Освобождения Франции Франция оказалась в в сильной зависимости от США, во многом, благодаря плану Маршала, что не устраивало французских националистов. Де Голль также тяготился этой зависимостью и стремился возродить национальную гордость, желая сделать Францию лидером независимой Европы — свободной от американского и советского влияния. На отношения между Францией и США большое влияние оказали разногласия между этими странами по различным военно-политическим вопросам, таким как перевооружение Германии, которая стала членом НАТО в 1955 году, американская политика деколонизации, которая касалась французского присутствия в Индокитае, Магрибе и на Ближнем Востоке, вопросы допуска Парижа к атомным секретам и прочим. Вернувшись к власти в 1958 году генерал Де Голль, не сумев добиться пересмотра системы управления НАТО, провозглашает курс на выход из состава североатлантического альянса. Так было положено начало внешнеполитической доктрины голлизма, основанной на абсолютном приоритете укрепления французской нации и величия Франции. Президент-социалист Франсуа Миттерана (1981—1995) в целом продолжил деголлевскую политику, сделав акцент на европейской интеграции и укрепления структур Европейского союза, после чего появилось понятие голло-миттеранизма, в основе которого лежат три важнейших аспекта: суверенитет, независимость и стратегическая автономия. Принципов голло-миттеранизма в целом придерживается и президент Макрон (с 2017 года).
Голло-миттеранизм несмотря на свою ориентированность на укрепление французской нации и величия Франции был в тоже время нацелен на углубление евроинтеграции и даже на федерализацию Европы. Так, правительство де Голля стремилось к франко-германскому примирению и сыграло ведущую роль в создании Европейского объединения угля и стали (ЕОУС), которое стремилось разрешить экономическую напряженность между Францией и Германией, чтобы, как заявил французский министр иностранных дел Робер Шуман, «раз и навсегда положить конец франко-германской враждебности». Именно создание ЕОУС положило начало европейской интеграции и привело к созданию Европейского экономического сообщества (ЕЭС), которое затем переросло в Европейский союз. Во многом ориентированность внешней политики Франции на евроинтеграцию и еврофедерализацию привела к тому, что французские националисты в большинстве своём отошли от голло-миттеранизма, встав на позиции евроскептицизма.

### XXI век
В XXI веке для французских националистов важнейшими проблемами стали противостояние глобализации и росту иммиграции, которая сопровождалась исламизацией Франции. В связи с этим в обществе стал вопрос правового отношения к мусульманкам в чадрах и проституткам. Власти нацелились на то, что некоторые воспринимают как «недокрытые» тела проституток и «чрезмерно прикрытые» тела мусульманок в чадрах, чтобы исключить их из публичного пространства. После многочисленных исламских террористических атак 2015 и 2016 годов у французских националистов появилась новая причина продвигать антииммиграционные законы. Возникающие формы французского национализма подчеркивают продвижение сексуального либерализма как основной ценности гражданства. Исследователи Жюли Бийо и Жюли Кастро утверждают, что цели националистов состоят в том, чтобы навязать мужественный национализм, предписать новые сексуальные нормы и криминализировать иммигрантов и тех, кто живёт на социальной обочине.

## Партии и движения
| Действующие - Французское действие (1899—н. в.) - Национальное объединение (1972—н. в.) - Национальное республиканское движение (1999—н. в.) - Народный республиканский союз (2007—н. в.) - «Идентаристы» (2003—н. в.) - «Вставай, Франция» (2008—н. в.) - Лига Юга (2010—н. в.) - «Националисты» (2015—н. в.) - «Патриоты» (2017—н. в.) - Национально-демократическое движение (2020—н. в.) - «Реконкиста» (2021—н. в.) | Бывшие - Лига патриотов (1882—1939) - Национальная антисемитская лига Франции (1889—1944) - Лига французского отечества (1898—1909) - Королевские газетчики (1908—1936) - Патриотическая молодёжь (1924—1936) - Ле фасо (1925—1928) - «Огненные кресты» (1927—1936) - Революционная фашистская партия (1928—1945) - Французская солидарность (1933—1939) - Франсистская партия (1933—1944) - Французская национал-коллективистская партия (1933—1944) | - Национальный фронт (1934) - Французская социальная партия (1936—1943) - Французская народная партия (1936—1945) - Национально-народное объединение (1941—1945) - Секретная вооружённая организация (1961—1963) - «Запад» (1964—1968) - Федерация национального и европейского действия (1966—1987) - Республиканский альянс за свободу и прогресс (1967—1973) - Группа защиты Союза (1968—2024) - Французская и европейская националистическая партия (1987—1999) - Объединение за Францию и европейскую независимость (1999—2011) - Социальный бастион (2017—2019) |

## Деятели
- Анри Мартен (1810—1883)
- Жорж Буланже (1837—1891)
- Эдуард Адольф Дрюмон (1844—1917)
- Поль Дерулед (1846—1914)
- Эжен Годфруа Кавеньяк (1853—1905)
- Габриэль Бонвало (1853—1933 года)
- Эмиль Дриан (1855—1916)
- Филипп Петен (1856—1951)
- Морис Баррес (1862—1923)
- Леон Доде (1867—1942)
- Шарль Моррас (1868—1952)
- Франсуа Коти (1874—1934)
- Жорж Валуа (1878—1945)
- Жан Рено (1880—1952)
- Франсуа де ля Рок (1885—1946)
- Симон Сабиани (1888—1956)
- Филипп Анрио (1889—1944)
- Эжен Делонкль (1890—1944)
- Шарль де Голль (1890—1970)
- Марсель Деа (1894—1955)
- Марсель Бюкар (1895—1946)
- Эме-Жозеф Дарнан (1897—1945)
- Жак Дорио (1898—1945)
- Пьер Пюшё (1899—1944)
- Поль Марион (1899—1954)
- Рауль Салан (1899—1984)
- Робер Ле Виган (1900—1972)
- Филипп Леклерк (1902—1947)
- Анри Барбе (1902—1966)
- Морис Шалль (1905—1979)
- Эдмон Жуо (1905—1995)
- Виктор Бартелеми (1906—1985)
- Жан-Луи Тиксье-Виньянкур (1907—1989)
- Сен-Лу[фр.] (1908—1990)
- Жак Эмиль Массю (1908—2002)
- Жак Плонкар д'Ассак[фр.] (1910—2005)
- Франсуа Бриньо[фр.] (1919—2012)
- Пьер Пужад (1920—2003)
- Жан-Мари Бастьен-Тири (1927—1963)
- Жан Мабир (1927—2006 года)
- Пьер Сидос (1927—2020)
- Жан-Мари Ле Пен (р. 1928)
- Доминик Веннер (1935—2013)
- Франсуа Дюпра[фр.] (1940—1978)
- Ален де Бенуа (р. 1943)
- Пьер Виаль (р. 1943)
- Жан-Жиль Мальяракис (р. 1944)
- Гийом Фай (1949—2019)
- Ален Сораль (р. 1958)
- Эрик Земмур (р. 1958)
- Николя Дюпон-Эньян (р. 1961)
- Серж Аюб (р. 1964)
- Иван Бенедетти[фр.] (р. 1965)
- Эрве Риссен[фр.] (р. 1967)
- Марин Ле Пен (р. 1968)
- Жером Бурбон[фр.] (р. 1972)
- Гийом Пельтье (р. 1976)
- Николя Бе (р. 1977)
- Даниэль Конверсано[фр.] (р. 1986)
- Марион Марешаль-Ле Пен (р. 1989)
- Александр Габриак[фр.] (р. 1990)
- Жордан Барделла (р. 1995)